# Хміль Роман Володимирович
Роман Володимирович Хміль — український it-бізнесмен, колишній керівник департаменту в Міністерстві інфраструктури України.

## Життєпис
Роман створив один з найбільших українських аутсорс-розробників, компанію GlobalLogic, згодом працював в топ-менеджменті Ciklum. 2014 року Хміль заснував громадську організацію «Моя дорога» і взяв участь в створенні BrainBasket Foundation. 
2015 року він пішов з IT і став головою департаменту стратегічного розвитку дорожнього господарства та автотранспорту Міністерства інфраструктури під керівництвом міністра Андрія Пивоварського. Хміля, Пивоварського, їх колег з Мінекономрозвитку і ще декількох представників бізнесу, назвали «технократами». 

### Робота в міністерстві
Роман з колегами розробив стратегію реформування дорожнього сектору на кілька років вперед, використовуючи досвід Литви, Німеччини, Польщі.
Також було опубліковано Дорожню Карту реформ, щоб всі могли стежити за прогресом роботи міністерства. Тільки по дорожньому сектору було написано більше 5 законопроєктів і близько 20 підзаконних актів.
Півроку було витрачено на зміну керівництва Укравтодору. Після чотирьох місяців збору фактів за результатами розслідування Хміля з колегами було ініційовано службову перевірку Нацдержслужбою, яка підтвердила факти корупції. 20 квітня 2016 року Роман звільнився з Міністерства. 

## Сім'я
Народився і виріс у Києві в сім'ї інженерів. Батько — інженер-електронщик, мама — математик-програміст, обидва родом із Західної України. Закінчив фізмат-школу № 145, згодом — факультет кібернетики КНУ ім. Шевченка (1993—1998). Після цього поїхав працювати програмістом до США. 27 січня 2002-го відмовився від грін-карти та повернувся жити до України.